# Chaetaglaea cerata
Chaetaglaea cerata, il salmoce cerato, è una specie di falena della famiglia Noctuidae descritta da John G. Franclemont nel 1943. Si trova in Nord America, dove è stata avvistata in Connecticut, Indiana, Maine, Michigan, Ohio, Ontario, Pennsylvania e Wisconsin.
L'apertura alare è di circa 35 mm. The forewings are pale greyish tan with whitish veins. Le ali anteriori sono abbronzate grigio chiaro con venature biancastre. È elencato come una specie di particolare preoccupazione nel Connecticut. Le larve si nutrono di mirtillo, quercia e specie del genere Prunus.